# Cortes de Montemor-o-Novo de 1495
Após ter sido aclamado rei em Alcácer do Sal por morte do seu primo, D. João II, D. Manuel I convocou uma reunião de cortes para Montemor-o-Novo, em 1495, a fim de ser jurado rei de Portugal pelos Três Estados reunidos em Cortes. Nesta assembleia, o monarca ocupou-se de vários assuntos importantes para o governo do país; determinou enviar a Espanha um emissário para comunicar aos nobres fugidos às injustiças de D. João II que podiam voltar ao reino; D. Manuel I confirmou também todas as doações do seu antecessor, mas ordenou que todos «que tivessem privilégios, liberdades, e cartas de mercês, e outras has viessem, ou mandassem cõfirmar, pera ho que ellegeo por cujo pareçer confirmava, derrogava, ou limitava, segundo ha qualidade das cousas requeria» (Rui de Pina).
Nestas cortes também se manifestava a opinião pública contrária sobre o empreendimento planeado por D. João II para descobrir uma rota marítima para a Índia.